# Royal Aircraft Factory F.E.4
Il Royal Aircraft Factory F.E.4 (Farman Experimental 4) fu un aereo militare biplano, bimotore e biposto, sviluppato dall'istituto di ricerca britannico Royal Aircraft Factory (RAF) nei primi anni dieci del XX secolo e rimasto allo stadio di prototipo.
Il modello, realizzato in due soli esemplari caratterizzati il primo dalla configurazione traente e il successivo dalla configurazione spingente, venne espressamente realizzato per sperimentare la possibilità di equipaggiare un velivolo con un armamento pesante, specificatamente un cannone Coventry Ordnance Works (COW) calibro 1½ lb (37 mm), destinato a missioni di attacco al suolo, ma seppur inizialmente commissionato in 100 esemplari, l'ordine venne annullato e il suo programma di sviluppo cancellato.

## Storia del progetto
Circa alla metà del 1915 il Royal Aircraft Factory decise di avviare lo sviluppo di un nuovo velivolo multiruolo che, con differenze minime nell'allestimento, poteva essere in grado di compiere missioni di bombardamento a corto o a lungo raggio, il primo in grado di trasportare 544 kg (1 200 lb) di bombe da caduta con un'autonomia di tre h mentre il secondo che arrivasse alle 8 h con opportuna diminuzione del carico bellico, e da attacco al suolo come supporto alle truppe di terra, equipaggiato con un cannone Coventry Ordnance Works (COW) calibro 1½ lb e 4 h di autonomia. Il progetto venne affidato a un gruppo di lavoro diretto da S.J. Waters e Henry Folland, il quale disegnò un velivolo di grandi dimensioni, per l'epoca, caratterizzato dalla fusoliera biposto con abitacoli in tandem, aperti e separati, l'anteriore destinato al pilota e il posteriore all'osservatore/mitragliere, velatura biplano-sesquiplana dall'apertura maggiore di 11,8 m (38 ft 8½ in) e dalla propulsione affidata a due gruppi motoelica in configurazione spingente.

## Utilizzatori
Regno Unito
- Royal Aircraft Factory

### Annotazioni
1. ↑  Quest'ultima richiesta fu inoltrata dall'allora brigadier general Hugh Trenchard, I visconte Trenchard, comandante dei Royal Flying Corps in Francia dal 25 agosto 1915 al 2 gennaio 1918.

### Fonti
1. 1 2  Hare 1990.

### Riviste
- (EN) J.M. Bruce, The F.E.4 (Aircraft of the 1914-18 War), in Air Pictorial, vol. 21, n. 9, settembre 1959.